# Эберлин, Эли
Эберлин Эли (Эльяху-Вольф) (фр. Élie Eberlin; 3 декабря 1875, Могилёв — 1951) — французский публицист, журналист. Активный деятель сионистского движения.

## Биография
Родился в состоятельной купеческой семье Ошера Мовшевича Эберлина и Эстер Шмерковны Лурья. Получил традиционное еврейское религиозное еврейское образование. После окончания Могилёвской гимназии в 1897 уехал в Париж, где продолжил свою учёбу в университете на юридическом факультете. Доктор юриспруденции (1902). Остался в Париже, работал юристом. Помимо этого занимался журналистикой. В 1920—1940-х гг. публиковался в еврейских периодических изданиях на русском («Еврейская жизнь», «Рассвет»), французском языках («Grand Revue», «L’Echo Sioniste»), идише («Найе вельт»).

 В конце 1903 основал первую сионистскую организацию в Париже. В этом же году был представителем от этой организации на Всемирном сионистском конгрессе в Базеле. В 1920 был делегатом парижского отделения «Поалей Цион» на Всемирном сионистском конгрессе в Вене. В Париже он возглавлял Союз студентов-сионистов из Российской Империи. Когда нацисты вступили во Францию в 1940, ему удалось укрыться в Швейцарии.

С 1945 жил в Эрец-Исраэль, писал статьи для газеты «Давар» о Франции. Также его статьи публиковались в газетах «Аль ха-Мишмар», «Лаадут ха-авода».

## Избранные труды
- «Накануне возрождения, впечатления поездки по оккупированной Палестине». , Берлин, 1925;
- «Juifs russes, le Bund et le Sionisme» (Paris: Cahiers de la quinzaine Univ.-Bibliothek 1904);
- «Les Juifs d’aujourd’hui» (Paris: Rieder, 1927).

## Семья
- Дядя — Эберлин Афанасий Моисеевич (Афроим Мовшевич) — советский акушер-гинеколог. Профессор 1-го МГУ.
- Сестра — Эберлин-Павловская Елизавета Осиповна (Эберлин Лея Ошеровна) (1889) — врач.